# Sceptonia fuscipalpis
Sceptonia fuscipalpis är en tvåvingeart som beskrevs av Edwards 1925. Sceptonia fuscipalpis ingår i släktet Sceptonia, och familjen svampmyggor. Arten är reproducerande i Sverige.